# Chuchulu (Choucha)
Chuchulu est un village de la région de Choucha en Azerbaïdjan.

## Histoire
En 1992-2020, Chuchulu était sous le contrôle des forces armées arméniennes. En 2020, le village de Chuchulu a été restitué sous le contrôle de l'Azerbaïdjan.